# Game Change
Game Change è un film per la televisione del 2012 diretto da Jay Roach e interpretato da Ed Harris, Julianne Moore e Woody Harrelson.
La pellicola, prodotta dall'HBO e programmata per il 10 marzo 2012, è tratta dal libro Game Change: Obama and the Clintons, McCain and Palin, and the Race of a Lifetime (2010) scritto dai giornalisti John Heilemann e Mark Halperin, e ripercorre la corsa alle presidenziali 2008 del repubblicano John McCain contro Barack Obama.
Nei panni di McCain l'attore Ed Harris mentre è Julianne Moore a vestire quelli di Sarah Palin: entrambi hanno vinto il Golden Globe 2013. Il film si è anche aggiudicato un terzo Golden Globe per la miglior mini-serie o film per la televisione, risultando, assieme alla serie televisiva Homeland - Caccia alla spia il prodotto televisivo che ha vinto più Golden Globe durante la 70^ cerimonia di premiazione.
In Italia, il film è andato in onda il 2 novembre 2012 su Rai 3.

## Trama
2010: durante un'intervista a 60 minutes, il consulente politico Steve Schmidt ripercorre la sua attività durante le elezioni presidenziali del 2008 e il suo rapporto col candidato repubblicano John McCain. In particolare, Schmidt ricostruisce gli avvenimenti che portarono alla ricerca del candidato vicepresidente e la scelta di Sarah Palin, governatore dell'Alaska, "reclutata" in fretta e furia dallo stesso Schmidt e dallo staff di McCain, per cercare un candidato che avesse una forza mediatica da contrapporre a Barack Obama, favorito dai sondaggi.
La figura della Palin viene così ricostruita attraverso gli occhi di Schmidt e dei suoi collaboratori: la Palin mostra fin dai primi incontri e dibattiti pubblici una spiccata forza di volontà e un indiscutibile fascino che le consente di far breccia sull'elettorato di McCain, fino ad una parziale rimonta nei confronti di Obama. Tuttavia, una serie di gaffe (soprattutto di politica estera), l'incapacità di saper gestire il controllo in tutte le situazioni di stress, la sua intransigenza su molti temi scottanti e il successivo desiderio di autonomia, portano la Palin ad avere una serie di scontri all'interno dello stesso staff di lavoro.

## Riconoscimenti
- 2012 - Emmy Award
  - Miglior miniserie o film per la televisione
  - Miglior attrice in una miniserie o film per la televisione a Julianne Moore
  - Miglior regia per un film, miniserie o speciale drammatico a Jay Roach
  - Miglior sceneggiatura per un film, miniserie o speciale drammatico a Danny Strong
  - Candidatura per il Miglior attore in una miniserie o film per la televisione a Woody Harrelson
  - Candidatura per il Miglior attore non protagonista in una miniserie o film per la televisione a Ed Harris
  - Candidatura per la Miglior attrice non protagonista in una miniserie o film per la televisione a Sarah Paulson
- 2013 - Golden Globe
  - Miglior miniserie o film per la televisione
  - Miglior attrice in una mini-serie o film per la televisione a Julianne Moore
  - Miglior attore non protagonista in una mini-serie o film per la televisione a Ed Harris
  - Candidatura per il Miglior attore in una mini-serie o film per la televisione a Woody Harrelson
  - Candidatura per il Miglior attrice non protagonista in una serie a Sarah Paulson